# Маткин-Ю
Маткин-Ю — река в России, протекает по Республике Коми. Устье реки находится в 1123 км по правому берегу реки Печора. Впадает в Печору в черте города Вуктыл, в районе старого пляжа. Длина реки составляет 44 км, площадь водосборного бассейна 173 км².
Река очень извилистая, с тёмной болотной водой и крутыми берегами. Ширина как правило не превышает 10 метров, на ямах доходит и до 25. Наибольшая глубина достигает 7 метров, глубины в 5 метров, на многочисленных ямах не редкость. В верхнем течении река каменистая, с чистыми берегами, отвесными песчаными стенами, встречаются большие валуны, немногочисленные перекаты, завалов практически нет. В среднем и нижнем течении каменистость заканчивается и переходит в песок. Появляются многочисленные завалы, из-за которых сплав по реке невозможен. По всему течению реки имеется большое количество стариц. Берега из елово-берёзового леса перемежаются с болотами.
Из всех видов обитающих здесь рыб, наибольшую часть раньше представлял хариус. В наше же время, хариуса практически не стало, но появилось больше щуки и особенно язя. Щука здесь в основном небольшая 1-1.5 кг, в нижнем течении редко встречаются экземпляры до 5 кг. Попадается также окунь и редко плотва. В сентябре месяце весь язь скатывается обратно в Печору, чтобы потом, в июне, как только прогреется верхний слой воды, вернуться обратно. В старицах встречается мелкий окунь и щука. По берегам можно встретить диких животных: медведя, лося, россомаху, волка.
Принимает справа несколько притоков: Вожашор, Епешор и Приток Южный, являющийся крупнейшим.

## Данные водного реестра
По данным государственного водного реестра России относится к Двинско-Печорскому бассейновому округу, водохозяйственный участок реки — Печора от водомерного поста у посёлка Шердино до впадения реки Уса, речной подбассейн реки — бассейны притоков Печоры до впадения Усы. Речной бассейн реки — Печора.
Код объекта в государственном водном реестре — 03050100212103000061487.